# Jimmy Quinn (szkocki piłkarz)
Jimmy Quinn, właśc. James Quinn (ur. 8 lipca 1878 w Croy, zm. 21 listopada 1945 tamże) – szkocki piłkarz występujący na pozycji napastnika.
W barwach Celtiku rozegrał 272 spotkania i zdobył 188 bramek w Scottish Division One. W sezonach 1904/1905, 1905/1906, 1906/1907 oraz 1909/1910 zostawał królem strzelców tych rozgrywek, odpowiednio z 19, 20, 29 i 24 bramkami. Z zespołem Celtiku zdobył ośmiokrotnie mistrzostwo Szkocji (1905, 1906, 1907, 1908, 1909, 1910, 1914, 1915) oraz sześciokrotnie Puchar Szkocji (1904, 1907, 1908, 1911, 1912, 1914).
W reprezentacji Szkocji zadebiutował 18 marca 1905 w wygranym 4:0 meczu British Home Championship 1905 z Irlandią, w którym strzelił gola. 14 marca 1908, podczas meczu British Home Championship 1908 z tym samym rywalem, zdobył cztery bramki, a jego drużyna zwyciężyła 5:0. W latach 1905–1912 w drużynie narodowej rozegrał 11 spotkań i zdobył siedem bramek.